# Mario Acerbi
Mario Acerbi (Lodi, 1º luglio 1913 – Lodi, 20 febbraio 2010) è stato un calciatore e allenatore di calcio italiano, di ruolo difensore.

## Carriera
È cresciuto nella a Lodi con il La Serenissima e Fanfulla. Coi bianconeri esordisce in prima squadra disputando il campionato di Prima Divisione 1934-1935. La scalata calcistica si completa nel 1939, quando viene acquistato dalla Roma, con la quale conquista lo scudetto nel 1941-1942. Prima di festeggiare il titolo con la Roma, Acerbi s'infortuna gravemente il 21 dicembre 1941 sul campo della Triestina e perde il posto da titolare.
Dopo la Seconda guerra mondiale ritorna al Fanfulla nel campionato misto di B-C del 1945-1946, terminando poi la carriera da professionista nell'Olubra nel 1948.
In carriera ha totalizzato complessivamente 77 presenze in Serie A e 23 in Serie B.
È scomparso nel 2010 all'età di 96 anni.

## Palmarès

### Competizioni nazionali
- Campionato italiano: 1

Roma: 1941-1942
- Campionato italiano Serie C: 1

Fanfulla: 1937-1938